# Movimento Ele Não
Os protestos contra Jair Bolsonaro, conhecidos como Movimento Ele Não ou #EleNão, foram manifestações populares lideradas por mulheres que ocorreram em diversas regiões do Brasil e do mundo, tendo como principal objetivo protestar contra a candidatura à presidência da República do deputado federal Jair Bolsonaro. As manifestações ocorreram nos dias 29 de setembro e 20 de outubro de 2018, e se tornaram o maior protesto já realizado por mulheres no Brasil e a maior concentração popular durante a campanha da eleição presidencial no Brasil em 2018.
As manifestações começaram a ser organizadas nas redes sociais, principalmente no grupo "Mulheres Unidas Contra Bolsonaro" no Facebook. Os protestos foram motivados pelas declarações misóginas do candidato e também por suas ameaças à democracia. Movimentos sociais, grupos feministas e partidos também apoiaram e participaram das manifestações.
Foram realizados atos contrários ao parlamentar em mais de 160 cidades de todos os estados do país. Capitais brasileiras, como Rio de Janeiro, São Paulo, Belo Horizonte, Brasília, Recife, Porto Alegre, Curitiba e Salvador, foram alvos dos atos ocorridos. Cidades de outros países também registraram manifestações, a exemplo de Nova Iorque, Barcelona, Berlim, Lisboa e Paris.

## Contexto

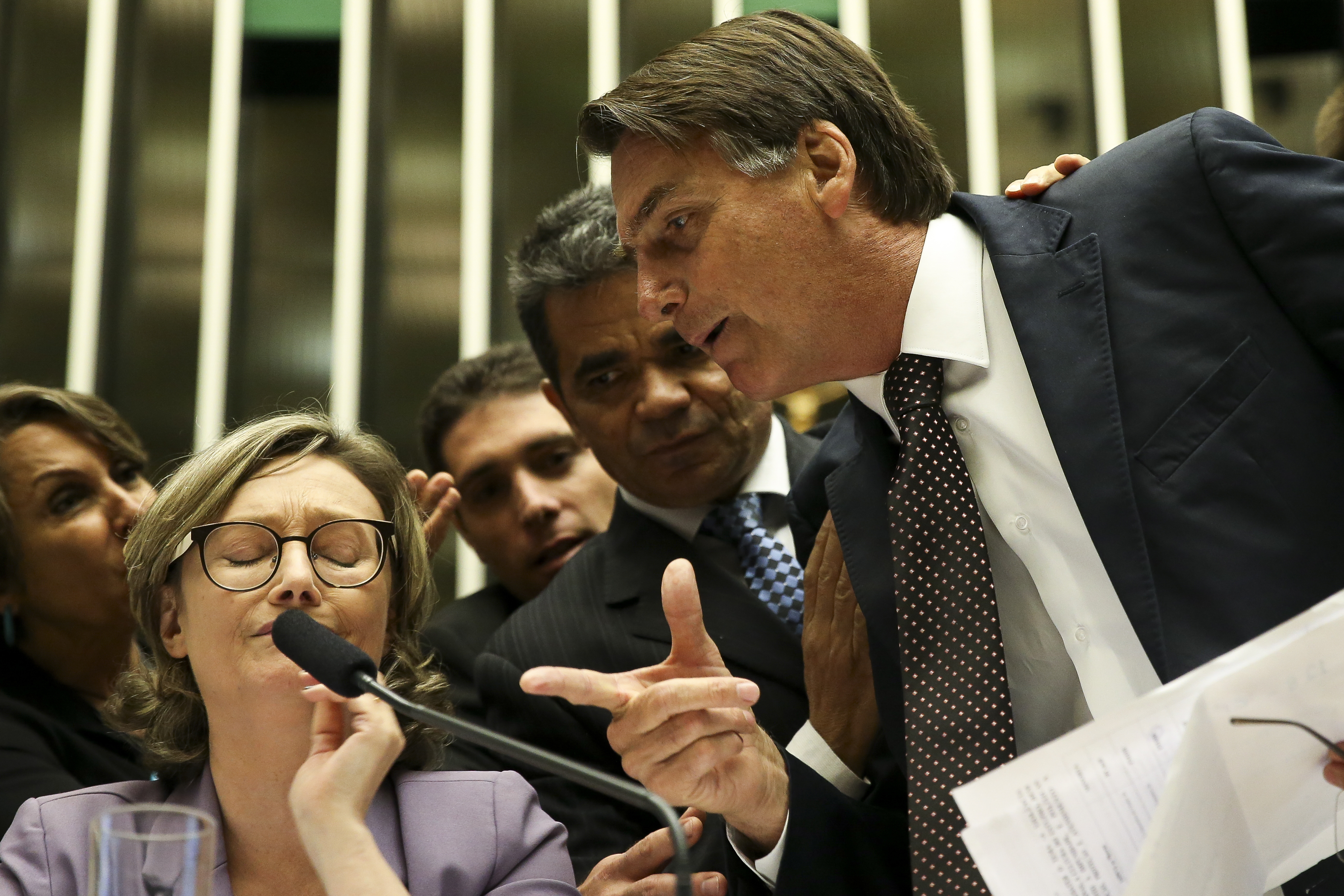
Bolsonaro discute com Maria do Rosário no plenário da Câmara durante debate sobre a violência contra a mulher.

Durante sua vida política como parlamentar e após a oficialização da sua candidatura à presidência, Bolsonaro foi acusado diversas vezes de homofobia, desrespeito a negros, misoginia e sexismo contra mulheres.
Ainda em recuperação após um atentado, Bolsonaro declarou em entrevista na Band que, "Não aceito resultado diferente da minha eleição", afirmando que um resultado diferente do que sua vitória na eleição presidencial seria uma fraude. Bolsonaro já havia questionado a segurança das urnas eletrônicas anteriormente, afirmando que os resultados das urnas eletrônicas poderiam ser adulterados. Sua posição sobre a segurança das urnas eletrônicas foi rebatida pelo ministro do Supremo Tribunal Federal Dias Toffoli.
O grupo "Mulheres Unidas Contra Bolsonaro" foi criado na rede social Facebook em 31 de agosto de 2018, pela publicitária baiana Ludimilla Teixeira, em oposição ao candidato Jair Bolsonaro, tendo atingido 1 milhão de participantes no dia 12 de setembro. No dia 16 de setembro, já com mais de 2 milhões de participantes no grupo exclusivamente do sexo feminino, os perfis das administradoras Maíra Mota, Elis Santos e da própria criadora do grupo, fora invadido. Os invasores modificaram o nome do grupo para "Mulheres Com Bolsonaro #17", inseriram homens e expulsaram as administradoras do grupo. Um dia após o incidente criminoso, o grupo foi restaurado com o seu nome original. Após o restauro, o grupo já contabilizava 2,5 milhões de participantes.

## #EleNão

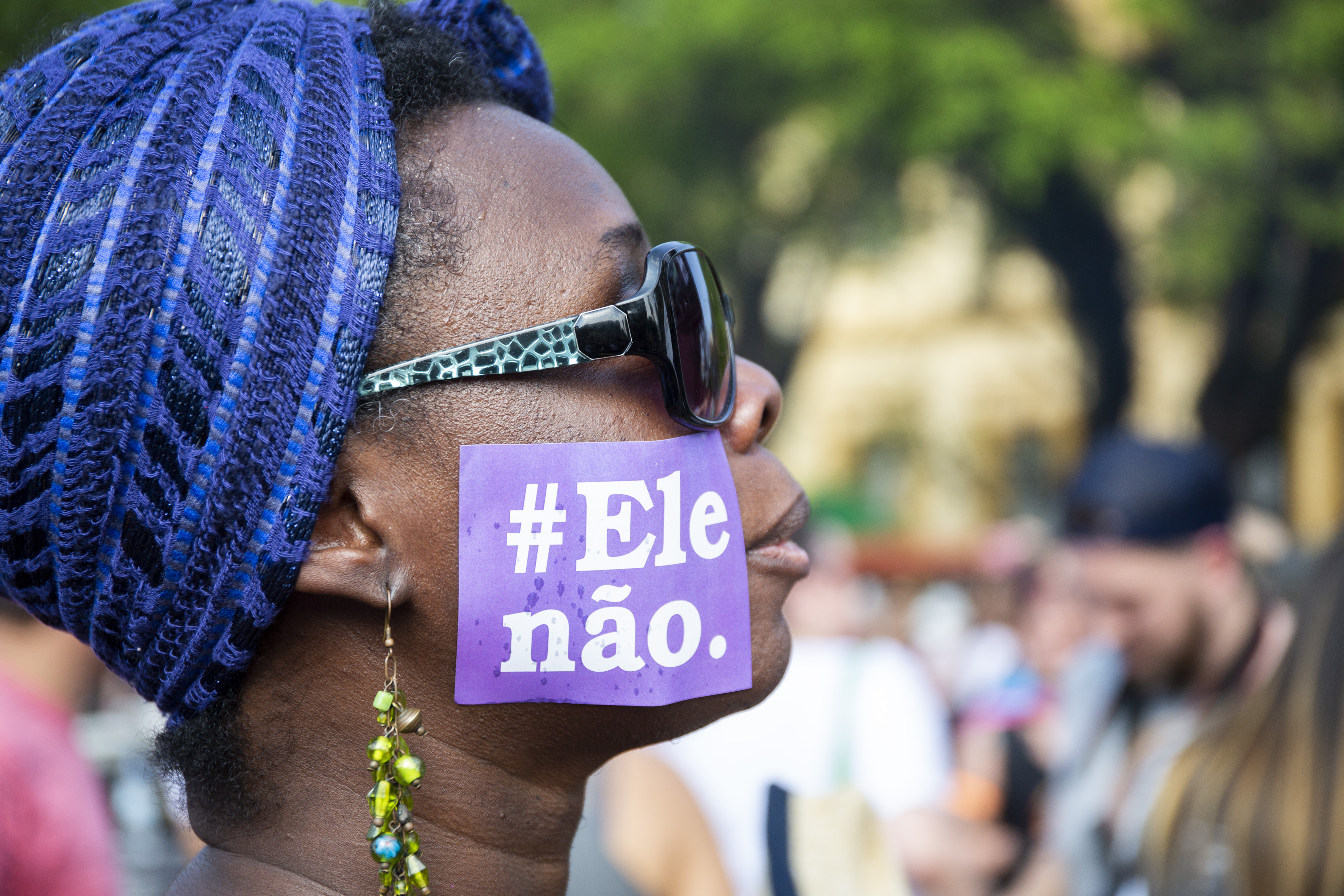
Manifestação em Porto Alegre com a hashtag usada na mobilização.

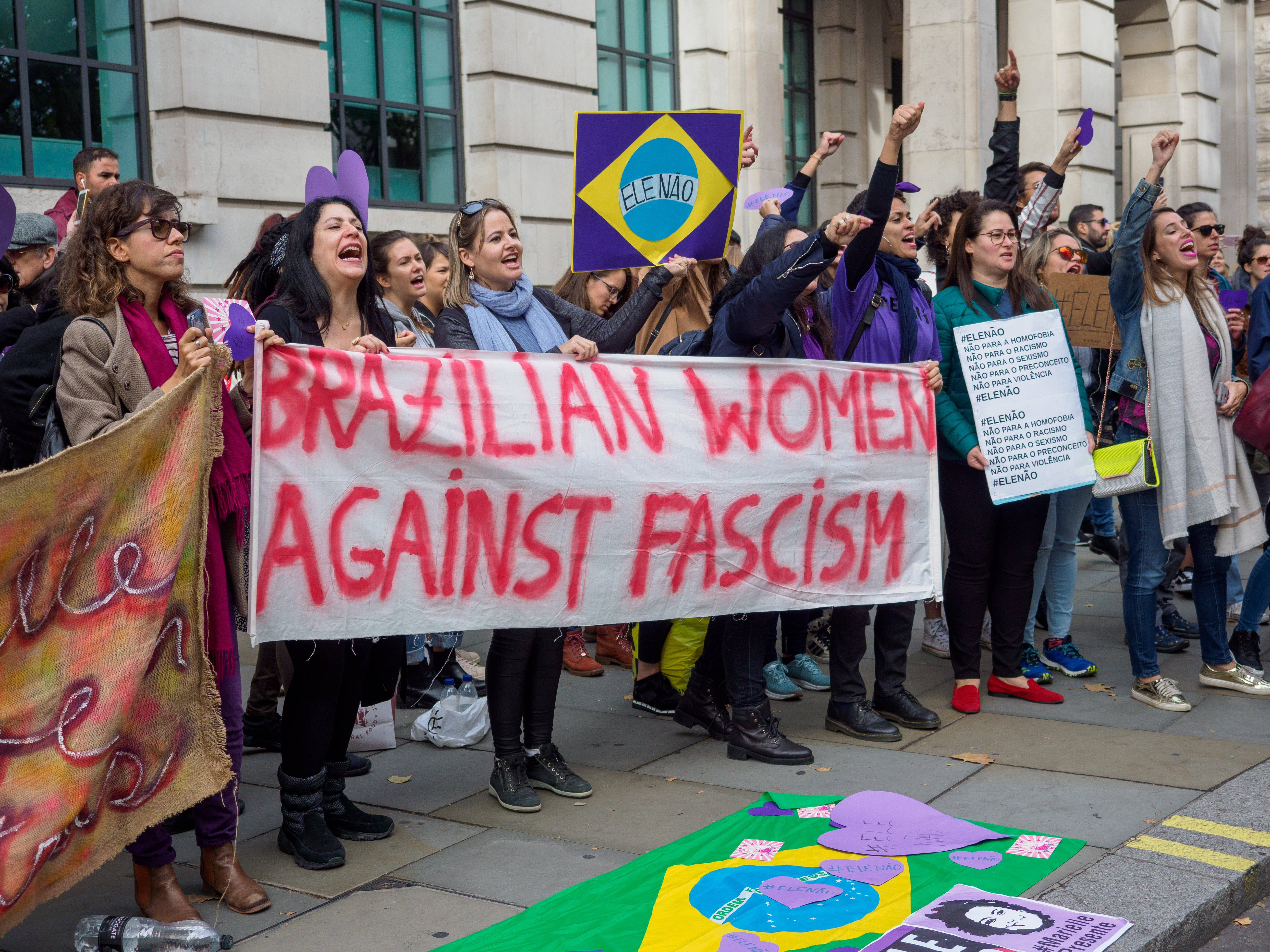
Protesto contra Bolsonaro em Londres, Reino Unido.

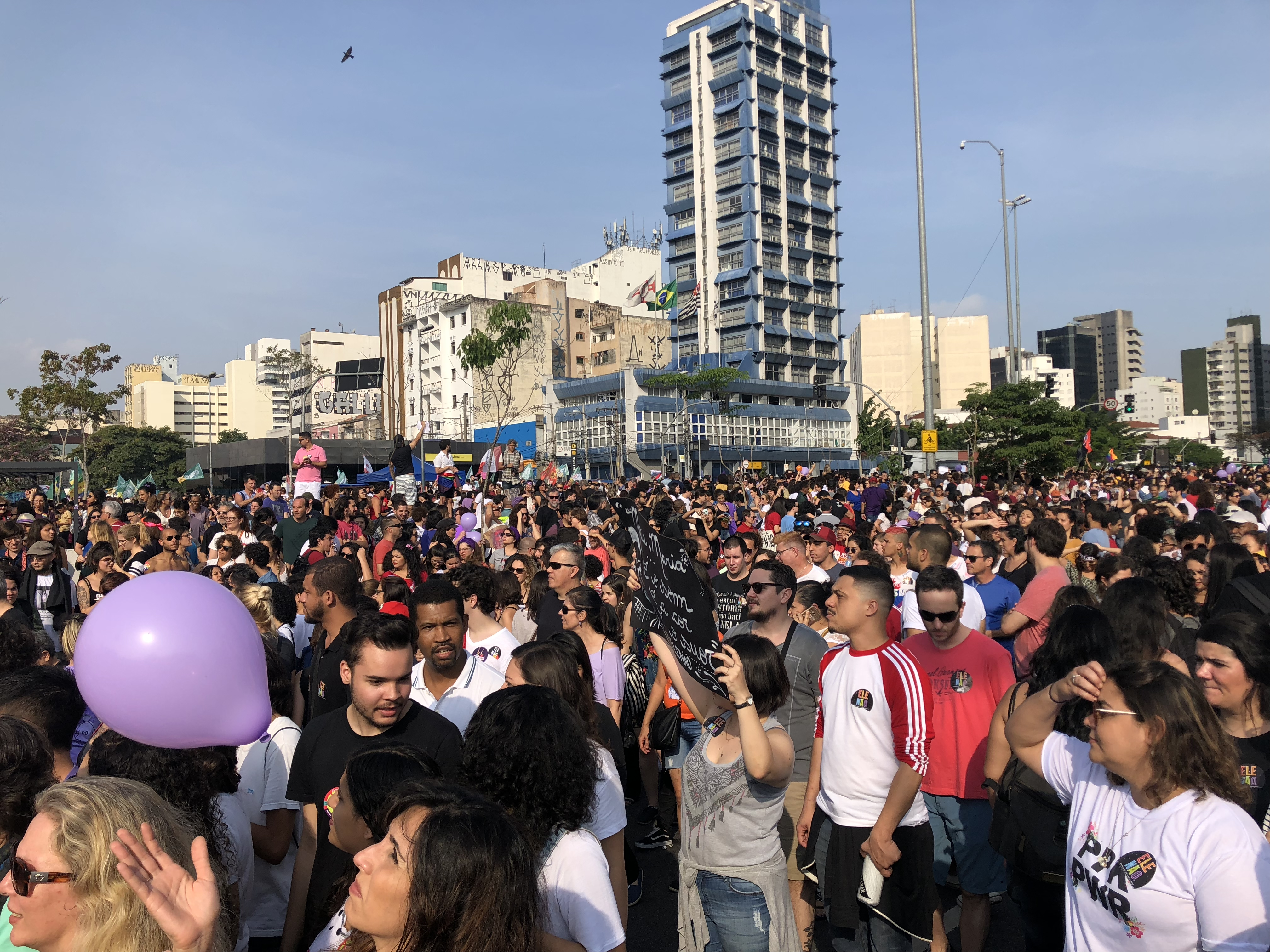
Manifestação no Largo da batata, em São Paulo.

A hashtag #EleNão foi criada no Brasil em 12 de setembro de 2018 pelo grupo do Facebook "Mulheres Unidas Contra Bolsonaro". Em apenas 12 dias, a hastag #EleNao contabilizou "mais de 1,6 milhão de menções contrárias e a favor do candidato à Presidência da República pelo PSL, Jair Bolsonaro, no Twitter.” Vem sendo usada nas redes sociais, inclusive por celebridades nacionais e internacionais. No fim de semana do dia 16, as citações às hashtags da campanha tiveram seu maior pico no Twitter, logo após o ataque hacker ao grupo "Mulheres Unidas Contra Bolsonaro".
Aderiram a esse movimento um grande número de celebridades, nacionais e internacionais, tais como Sônia Braga e Madonna. Esta última, por exemplo, postando em sua conta no Instagram, onde é seguida por mais de 12,1 milhões de seguidores, uma foto na qual aparece com a boca vedada por uma fita onde se lê a palavra freedom (liberdade, em inglês). Na imagem ainda aparecem os dizeres: "Ele não vai nos desvalorizar, ele não vai nos calar, ele não vai nos oprimir”. Há ainda outra hashtag: #EndFascim, ou acabe com o fascismo.”

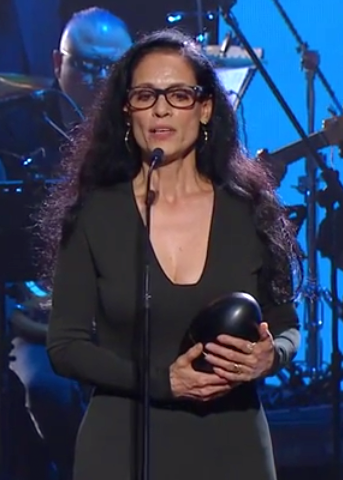
Sônia Braga foi uma das celebridades que aderiram ao "ele não"

De acordo com a antropóloga Rosana Pinheiro-Machado e a ativista Joanna Burigo: "#Elenão não é uma simples hashtag, mas um movimento extraordinário de base, capilar e microscópico, que ao mesmo tempo organiza um ato político e serve de ponto de convergência para outras movimentações de mulheres, online e face a face.”

## Protestos de 29 de setembro

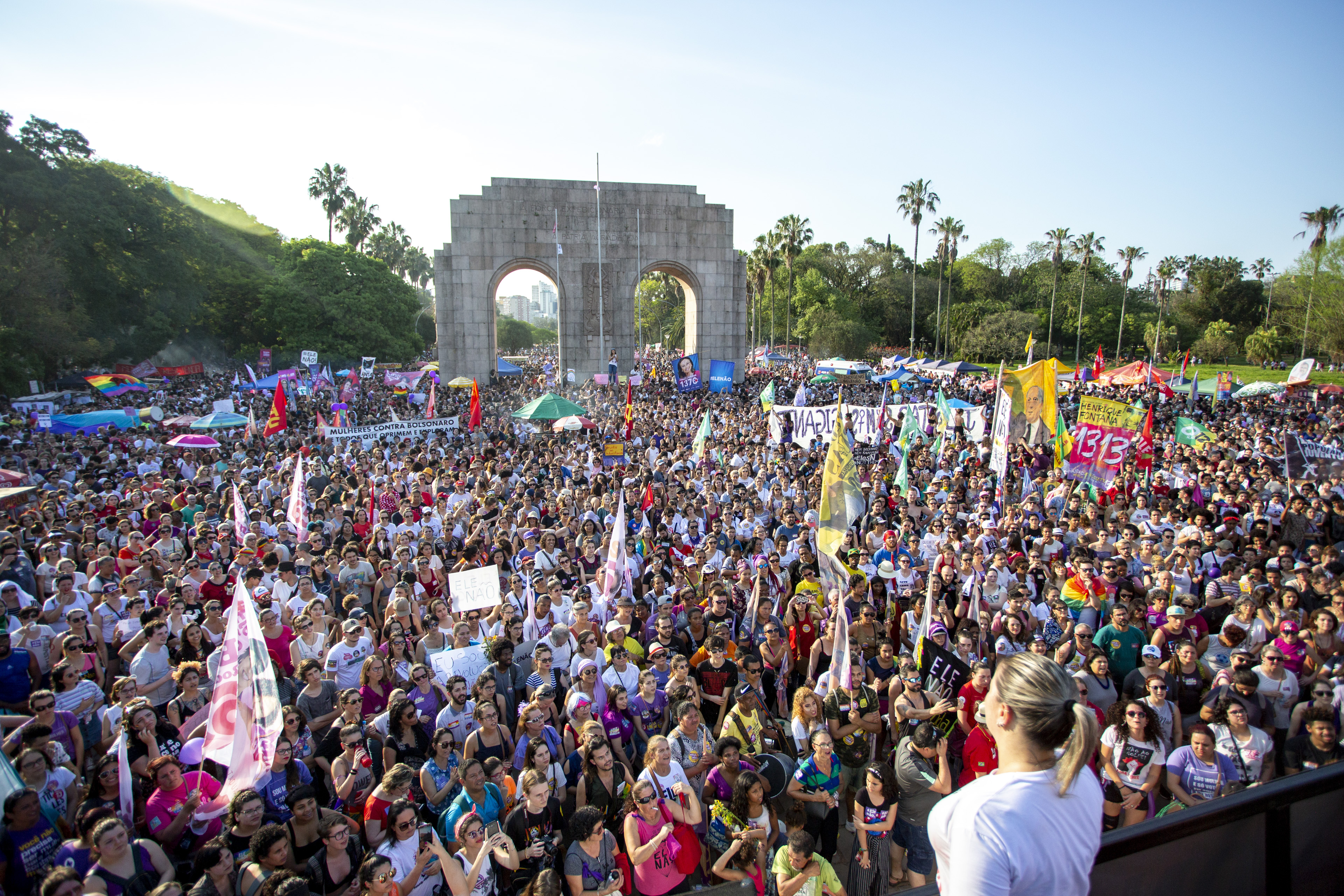
Manifestação de Porto Alegre

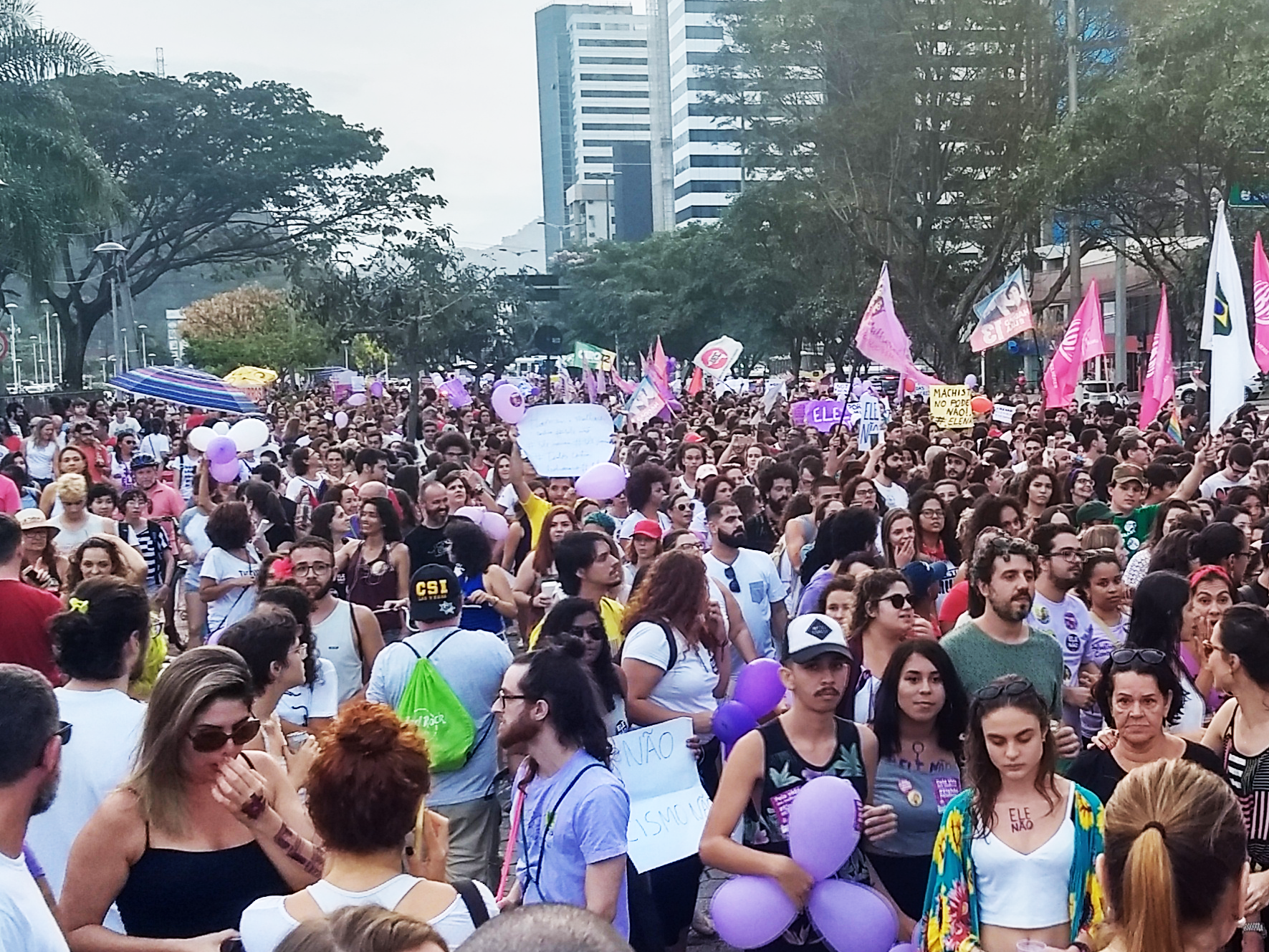
Manifestantes em Vitória

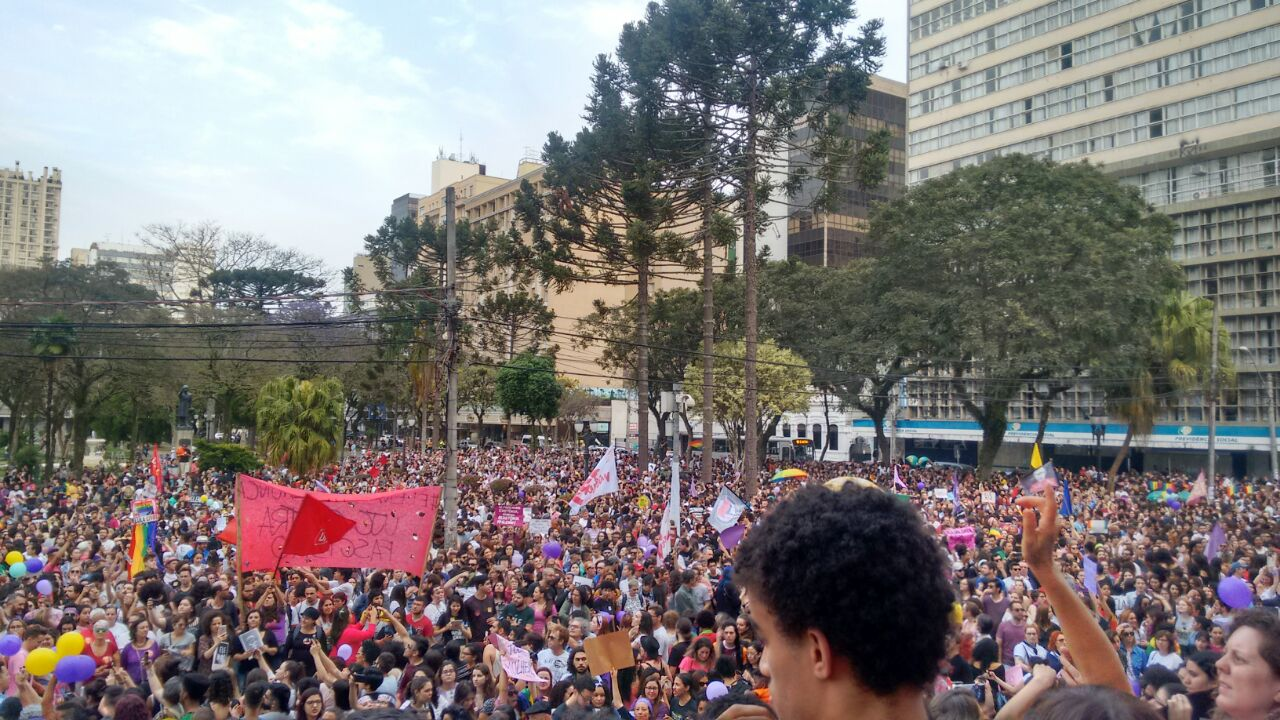
Protesto de Curitiba.

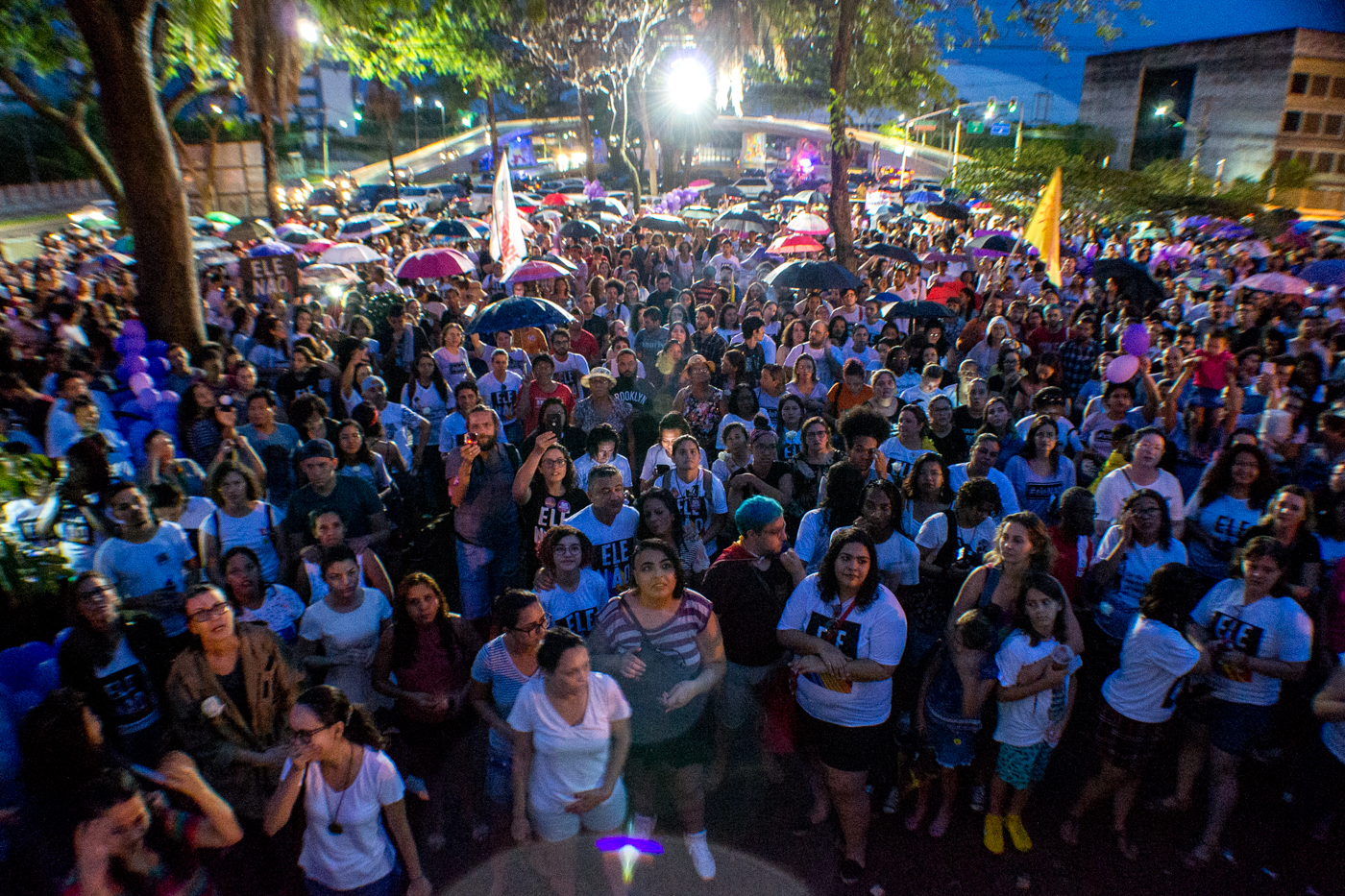
Manifestação de Cuiabá.

Em 29 de setembro, manifestantes convocados majoritariamente pelas redes sociais foram às ruas em todos os 26 estados, incluindo no Distrito Federal, sob o banner "Ele Não". As manifestações tiveram o comparecimento de, além de ativistas e políticos, de artistas e intelectuais. As manifestações foram organizadas por mulheres e o publico foi majoritariamente feminino.[carece de fontes?]Segundo o Grupo de Pesquisa em Políticas Públicas para o Acesso à Informação da USP, o perfil dos manifestantes era composto por pessoas de esquerda, brancas e com escolaridade e renda elevadas.
O movimento foi motivado pelas acusações de machismo, racismo, homofobia, autoritarismo e demais controvérsias envolvendo Jair Bolsonaro. Nos dias anteriores à manifestação, pesquisas de intenção de voto do Ibope e do Datafolha já indicavam um alto percentual de rejeição por parte do eleitorado brasileiro. Metade do eleitorado feminino rejeitava o candidato.
Em São Paulo a concentração ocorreu no Largo da Batata. Organizadores afirmaram a presença de 500 mil manifestantes. A Policia Militar não divulgou a estimativa. No Rio de Janeiro, a concentração ocorreu na Cinelândia, e manifestantes marcharam até a Praça XV, para o encerramento da manifestação. Em momento de pico, manifestantes afirmaram a presença de mais de 200 mil manifestantes; Em Belo Horizonte, Minas Gerais, o ato começou na praça sete, e reuniu por volta de 100 mil manifestantes, segundo estimativa dos organizadores.
No Nordeste as maiores concentrações ocorreram na cidade de Salvador, Recife, Fortaleza. Em Salvador, no estado da Bahia, a manifestação teve o comparecimento e performance de artistas como Daniela Mercury e Maria Gadú. Em Recife também ocorreu uma das principais manifestações do país, onde organizadores estimaram a presença de 150 mil manifestantes; No Ceará, as cidades de Fortaleza e Sobral também presenciaram concentração de manifestantes. Manifestantes em Fortaleza estimaram a presença de 50 mil, enquanto a PM estimou a presença de 12 mil.
No Sul, houve manifestações nas capitais dos principais estados; em Porto Alegre, Rio Grande do Sul, manifestantes estimaram a presença de 25 mil no parque da redenção. As principais ruas da cidade foram fechadas. Em Florianópolis, Santa Catarina, a Policia Militar estimou a presença de mais de 15 mil manifestantes. Em Curitiba, Paraná, manifestantes estimaram a presença de mais de 50 mil manifestantes; a PM, 5 mil.
Nas regiões Norte e Centro-Oeste aconteceram também manifestações em todas as capitais de todos os estados. Em Brasília, organizadores estimaram o comparecimento de 30 mil manifestantes, enquanto a policia militar estimou a presença de 7 mil. Em Manaus, houve a estimativa por parte dos organizadores do comparecimento de 3 mil manifestantes. O número de manifestantes no total não foi divulgado.
Manifestantes também se concentraram em cidades no exterior. Em Berlim, organizadores estimaram o comparecimento de 150 manifestantes. Atos também ocorreram em Lisboa, Londres, Paris, Cidade do Cabo, Nova York, Dublin, entre outras.

Céli Regina Jardim Pinto, docente da Universidade Federal do Rio Grande do Sul, em entrevista à BBC Brasil, afirmou que esta foi a maior manifestação por mulheres da história do país, e poderia representar uma popularização do feminismo e do anticonservadorismo, que em sua opinião, seriam movimentos até então vistos como estranhos pela população, e restritos aos acadêmicos.

## Manifestações subsequentes
As entidades organizadoras das manifestações do dia 29 de setembro voltaram às ruas no dia 20 de outubro em quase todas as capitais brasileiras para novamente se oporem à candidatura de Bolsonaro e fixar o "Ele Não" como parte importante do processo de oposição ao governo que ele viria desempenhar, inclusive organizando um corpo político importante que voltou as ruas nos 8 de março dos anos seguintes.

## Reação
Em reação às manifestações, foram organizados protestos a favor de Jair Bolsonaro, chamado Movimento #EleSim. Foram manifestações populares que ocorreram pelo Brasil, tendo como principal objetivo protestar a favor da candidatura à presidência do deputado federal Jair Bolsonaro. As manifestações ocorreram em 29 de setembro de 2018 e em 30 de setembro de 2018, durante a campanha presidencial de Jair Bolsonaro.
Foram quarenta cidades em dezesseis estados com atos favoráveis ao parlamentar em 29 de setembro de 2018. Em 30 de setembro de 2018, os atos aconteceram em vinte cidades em nove estados, incluindo capitais, como Belo Horizonte e Brasília.
Na pesquisa eleitoral lançada pelo IBOPE um dia depois dos protestos contra o presidenciável, Bolsonaro teve um crescimento de dois pontos percentuais ante a última pesquisa. Além disso, a rejeição do candidato caiu de quarenta e seis pontos percentuais para quarenta e quatro, demonstrando um possível "impulso" dado pelos protestos à sua candidatura.